# Stopplaats Villa Hofstetten
Stopplaats Villa Hofstetten (afkorting Vhst) is een voormalige halte aan de Staatslijn A. De stopplaats lag tussen de huidige stations Dieren en Rheden.